# Försvarets radioanstalt
Försvarets radioanstalt (FRA) er en svensk civil efterretningstjeneste som sorterer under Försvarsdepartementet.
FRA har to primære opgaver:
- Signalefterretning
  - Kommunikationsefterretning, COMINT
  - Elektronisk efterretning, ELINT
- At støtte informationssikkerhedsberedskabet hos svenske myndigheder.

Kommunikationsefterretningen er rettet mod både civil og militær telefoni og datakommunikation.

## Historie
I Sverige har der været foretaget signalefterretning i forskellig form siden 1905 hvor såvel Generalstaben og Marinstaben havde egne signalefterretnings- og kryptoafdelinger. Det lykkedes blandt andet disse afdelinger at bryde en del af den russiske østersøflådes krypterede radiokommunikation under 1. verdenskrig. I mellemkrigstiden blev en stor del af det svenske signalefterretningsarbejde indstillet da Riksdagen og regeringen ikke prioriterede området og derfor ikke ville give den fornødne finansiering. Svenska marinen fortsatte dog i mindre omfang og udviklede derfor langsomt sine kompetencer. En af de første store gennembrud var da man i 1933 brød den russiske organisation OGPUs (forgængeren til KGB) kryptering.
I 1937 etableredes den svenske Forsvarsstab. Forsvarsstaben havde en kryptologiafdeling som blandt andet bestod af Kryptogruppe IV som fik ansvaret for kodebrydning. Da Nazi-Tyskland besatte Danmark og Norge i 1940 anmodede de tyske myndigheder om at benytte det svenske telefonnet til at sende meddelelser fra de besatte lande til og fra Tyskland. De svenske myndigheder gav sin tilladelse og Kryptogruppe IV gik straks i værk med at overvåge signaltrafikken. De tyske meddelelser var næsten altid krypteret ved hjælp af kryptosystemet Geheimfernschreiber. Dette apparat ansås for at være ubrydeligt med sine 893.622.318.929.520.960 kryptonøgleindstillinger. Det tog dog kun matematikprofessoren Arne Beurling to uger med kun blyant og papir at løse G-skriverens krypteringsalgoritme. En bedrift beskrevet af David Kahn i bogen The Codebreakers som "Den måske bedste kryptoanalytiske præstation under 2. verdenskrig". I løbet af krigen dekrypterede man cirka 296.000 meddelelser i den tyske signaltraffik. Den 30. juni 1942 besluttede regeringen at oprette Försvarsväsendets radioanstalt som selvstændig myndighed.
Den første indhentningsstation var indrettet i Kryptogruppe IVs lokaler på Karlaplan i Stockholm, men blev i 1940 flyttet ud til et antal villaer på Lidingö. Yderligere stationer blev oprettet på strategisk passende lokationer i Sverige. I 1943 flyttede FRA til et nyt hovedkvarter på Lovön, et par kilometer fra Drottningholm Slot udenfor Stockholm.
I september 1944, under krigen da truslen om en mulig sovjetisk invasion af Finland var som størst, flyttede en meget stor del af den finske signalefterretningsorganisation til Sverige. Operationen var benævnt "Operation Stella Polaris" og havde en stor betydning for opbygningen af det svenske FRA.
I 1962 fik FRA sit nuværende navn – Försvarets radioanstalt. Langt op i 1960'erne var alle informationer om placeringen af FRA's hovedkvarter hemmeligstemplede.

### Operation Stella Polaris
I slutningen af fortsættelseskrigen i 1943-1944, da Sovjetunionen truede med at besætte Finland, anmodede Finlands efterretningstjeneste om at overføre cirka 200 specialister og deres familier (i alt omkring 800 personer), samt avanceret signalefterretningsudstyr til Sverige for således at være klar til at støtte en eventuel eksilorganisation. Overførslen af personel og udstyr, Operation Stella Polaris, blev gennemført i løbet af et par nætter i september 1944. Stella Polaris betød at Sverige fik adgang til en stor mængde klassificeret materiale og indhentningsteknikker som den svenske organisation kunne bruge. På finsk side indebar affæren en række indenrigspolitiske forviklinger og som en følge af kommunistpartiets stærke indflydelse i regeringen, statuerede man efter operationen eksempler af adskillige såkaldte "sovjetfjendtlige indblandede" som fik fængselsstraffe.

### Catalinaaffæren
Den 13. juni 1952 forsvandt en Tp 79 "Hugin" under en efterretningsflyvning øst for Gotland. Den svenske regering hævdede indledningsvis at flyvningen var en rutinemæssig navigationsøvelse, men senere kom det frem at flyet havde haft amerikansk signalefterretningsudstyr og fem specialister fra FRA ombord. Tre dage senere blev et SAR-fly af typen Tp 47 nedskudt af et sovjetisk jagerfly af typen MiG-15 (Fagot). Besætningen blev reddet uskadt. Sovjetunionen benægtede al indblanding i DC-3-flyets forsvinding på trods af man i eftersøgningen af flyet fandt en sønderskudt flåde med fragmenter fra MiG-15-ammunition. I 1956 indrømmede den generalsekretær Nikita Khrusjtjov overfor den svenske statsminister Tage Erlander at Sovjetunionen stod bag nedskydningen. Dette blev dog ikke offentliggjort overfor offentligheden eller de efterladte. Rusland indrømmede først officielt nedskydningen i 1991. I 2003 fandt piloten Anders Jallai, historikeren Carl Douglas og dykkeren Ola Oskarsson flyet cirka 55 km øst for Fårö. Flere af besætningsmedlemmerne blev fundet i flyet og skaderne på selve flyet stemte overens med en beskydning fra et sovjetisk MiG-15.

## Organisation
FRA må ikke iværksætte signalefterretning på egen hånd udover træningsøvelser som kun må udføres for at udvikle og forbedre organisationens indhentningsmetoder. Alt operativ signalefterretning kan kun ske på ordre fra Regeringen, Regeringskansliet, Försvarsmakten, Rikskriminalpolisen eller Säkerhetspolisen (SÄPO) efter en afprøvning ved Försvarsunderrättelsedomstolen.
FRA er en selvstændig myndighed og ledes af en generaldirektør og en överdirektör. FRA's operative virke er organiseret i fire afdelinger:
- Afdelingen for signalefterretning
- Afdelingen for cybersikkerhed
- Afdelingen for virksomhedsbeskyttelse
- Afdelingen for teknisk udvikling og andet teknisk støtte.

Derudover findes der en føringsstab og et antal specialistfunktioner direkte underlagt generaldirektøren.
FRAs signalefterretning sker delvist inden der findes en mistanke om kriminalitet da en stor del af signalefterretning er at skabe et normalbillede ved forskellige sikkerhedshændelser således af afvigelser kan opdages samt identificere virksomheder som kan være en risiko mod rigets sikkerhed.

### Åbenhed og kontrol
Grundet de følsomme oplysninger som indhentes via FRA's signalefterretning findes en løbende kontrol fra uafhængige instanser:
- Försvarsunderrättelsedomstolen beslutter hvorvidt FRA må indhente informationer. Domstolen bedømmer om indhentningen er forenelig med FRA's opgaver, hvilke søgeord eller kategorier som må anvendes samt hvilke dataforbindelser som FRA kan få adgang til.[10]

- Statens inspektion av försvarsunderrättelseverksamheten (SIUN) effektuerer Försvarsunderrättelsedomstolens afgørelse. FRA har ikke selv adgang til dataforbindelser,[12] det er SIUN som giver FRA adgang til de dataforbindelser som er omfattet af domstolens beslutning og tilser at FRA ikke overskrider de beføjelser domstolen har tildelt FRA. SIUN kontrollerer blandt andet hvilke søgeord som anvendes, hvordan irrelevant information frafiltreres og hvordan rapporteringen sker.[10]

- Datainspektionen gransker håndteringen af integritetsspørgsmål og behandlingen af personoplysninger i FRA.[10]

### Ledelse
FRA er underlagt försvarsdepartementet.
| Følgende personer har været generaldirektører siden grundlæggelsen: | FRA har også haft tre overdirektører:                                         |
| - Torgil Thorén 1942–1957 - Gustaf Tham 1957–1963 - Karl Gustaf Linden 1963–1972 - Lars R. Ljunggren 1972–1985 - Pär Kettis 1985–1989 - Bengt Wallroth 1989–1994 - Per Kjellnäs 1994–2003 - Ingvar Åkesson 2003-2013 - Dag Hartelius 2013- | - Johan Tunberger 2000–2003 - Anders Wik 2003–2008 - Christina Malm 2008-2015 |

## Udstyr og personel
FRA's hovedkvarter er placeret på Lovön vest for Stockholm. I 2009 havde FRA omkring 700 ansatte. I 2014 blev myndighedens budget øget med 38 mio. SEK i forhold til det forrige år, til i alt 860 mio. Forøgelsen motiveres med udgifter til teknikudvikling og FRA's "bidrag til at give et varsel om ændrede forhold i omverdenen samt [...] støtte til fredskabende internationale operationer".
Signalefterretningen sker fra FRA's egne stationer på fordelagtige positioner i Sverige, fra efterretningsskibet HMS Orion (A201), som skal erstattes af et nyt fartøj samt et fly af typen Gulfstream IV (S102B).
I juni 2007 købte FRA en supercomputer fra Hewlett Packard som i november samme år var verdens femtemest kraftfulde computer. Ifølge stabschefen for FRA udtalte at den skulle anvendes til "kryptologi og informationssikkerhed" og ikke til "signalefterretning og aflytning af telekommunikation". I november 2011 var supercomputeren faldet til nummer 126 på listen.

## FRA-loven
Med tiden er en del af den, for FRA, interessante kommunikation flyttet fra radio- til kablede forbindelser hvilket sikrer kommunikationen bedre. Derfor opstillede Försvarsdepartementet i september 2003 i betænkningen Försvarets radioanstalt - en översyn (SOU 2003:30), en tanke om at give FRA mulighed for at indhente efterretninger fra kablet kommunikation. promemorianet En anpassad försvarsunderrättelseverksamhet (Ds 2005:30) gav et forslag til en fremtidig lovgivning på området blev udarbejdet i 2005 i det socialdemokratiske Regeringskansli.
Den 18. juni 2008 blev lovforslag 2006/07:63 vedtaget af Sveriges Riksdag og dermed fik FRA beføjelser til at aflytte trafik i kabler som passerer rigets grænser. Loven trådte i kraft den 1. januar 2009. For at erkende interessant information anvendes søgeord. En del af befolkningen og eksperter samt riksdagsmedlemmer var kritiske overfor de omfattende beføjelser. En undersøgelse fra en tværvidenskabelig forskergruppe på Lunds universitet i januar 2014 viste at borgernes accept af den type overvågning som FRA praktiserer er begrænset. 55 procent af 1.100 adspurgte svenskere svarede at de fandt det uacceptabelt at FRA indhenter og bearbejder data om borgeres internetvaner.
Den 25. september 2008 meddelte regeringen at man havde indgået en aftale med partierne bag FRA-loven om et tillæg som sikrer borgernes privatliv.

## Internationalt samarbejde
Loven tillader internationalt samarbejde på efterretningsområdet betinget af regeringens godkendelse. Sverige kan på denne måde få informationer som tjener den svenske stat, noget som både udenrigsminister Carl Bildt og FRA's generaldirektør Ingvar Åkesson pålagde stor vigtighed af da FRA-loven blev offentlig debatteret i 2008.
Dokumenter som whistlebloweren Edward Snowden har frigivet til massemedierne viser at FRA har et omfattende forsvarsefterretningssamarbejde med amerikanske National Security Agency og britiske Government Communications Headquarters (GCHQ). Efter Snowdens afsløringer indledte Europaparlamentets udvalg for Borgernes rettigheder og retlige og indre anliggender en udredning af USA's og Storbritanniens masseovervågning af EU-borgere. I høringer som afholdt af udvalget fortalte den britiske journalist Duncan Campbell at FRA var USA's og Storbritanniens største samarbejdspartner i masseovervågningen. Campbells undersøgelser førte til at FRA's generaldirektør Dag Hartelius blev indkaldt til høringerne for at kommentere disse oplysninger. FRA svarede imidlertid at man ikke ønskede at deltage i undersøgelsen, noget som blev kritiseret af den svenske EU-parlamentariker Cecilia Wikström.

### Samarbejdet med NSA
FRA har samarbejdet med NSA siden 1950'erne og har kontinuerligt forsynet den amerikanske efterretningstjeneste med materiale om blandt andet Sovjetunionen og Rusland. Siden 2011 har NSA har adgang til den information som FRA indhenter igennem aflytningen af telefon- og internetkabler som går igennem Sverige. I de dokumenter som Edward Snowden har afsløret har FRA fået amerikansk opmærksomhed for at have forsynet NSA med data på "unik samling af højprioriterede russiske mål som ledere, indenrigspolitik og energi."
FRA samarbejder også med NSA med det formål at hacke sig ind i internetbrugeres computere. Ved hjælp af disse tilgange til private systemer kan FRA blandt andet se hvad brugeren skriver på sit tastatur samt opsnappe kodeord og brugernavne. FRA har ifølge en reportage fra SVTs forbrugerprogram Uppdrag granskning i december 2013 deltaget i hundredvis af sådanne hackeropgaver.
Kva sit tætte samarbejde med NSA har FRA fået adgang til NSA's program Xkeyscore, som anvendes til at søge i de omfattende datamængder som NSA har indhentet. Ved hjælp af sådanne søgninger kan FRA blandt andet se en brugers internethistorik, e-mail og aktivitet på de sociale medier.Xkeyscore kan anvendes for at klarlægge såvel svenskere som udenlandske borgeres aktiviteter på internettet. Ifølge journalisten Glenn Greenwald som afslørede NSAs masseovervågning i 2013, er det ikke kun terrorister som overvåges, men også personer som intet ulovligt har gjort.

## Kontroverser

### Optaget samtale med Anders Wik om telefonaflytning
Ved en demonstration i maj 2008 i protest omkring FRA-loven, blev en del af en samtale fra 2007 mellem Rickard Falkvinge og FRA's overdirektør Anders Wik spillet højt. Samtalen blev optaget uden Wiks viden. I samtalen berettede Wik at FRA også aflyttede telefonsamtaler og at denne type aflytning ikke var omfattet af svensk lovgivning. Max Andersson, riksdagsmand for Miljöpartiet begærede i 2008 en udredning om hvorvidt dette var i strid med grundloven. Försvarsminister Sten Tolgfors svarede på opfordringen til udredningen at ""En sådan aflytning anses ikke som et decideret lovbrug da det udføres på ønske af regeringens holdning til at radiobølger ikke er beskyttet mod aflytning, som det blandt andet er kommet til udtryk i loven (2003:389) om elektronisk kommunikation (6 kap. 17 §)" og at der derfor ikke var et behov for en udredning.
Efter FRA's svar på opfordringen valgte Datainspektionen at indstille undersøgelserne mod FRA.

### Lagring af data fra tele- og datakommunikation
SVTs Rapport rapporterede i juni 2008 at FRA gemte deres data fra tele- og datakommunikation i 18 måneder. Aktiviteterne omkring teletrafikken skulle have stået på i 10-15 år imens internetlogningen skulle have været registreret i op til otte år. I Rapports indslag udtalte generaldirektør Ingvar Åkesson at selve indholdet i kommunikationen ikke bliver gemt. I stedet har FRA kortlagt hvem der har kommunikeret med hvem. Informationen om kommunikationen blev gemt i en database som var benævnt Titan. I et internt dokument som blev offentliggjort af en medarbejder fra FRA skrev generaldirektøren at loven "[...] tvinger os til at være præcise i vores udvalg og arbejde. Den tid hvor vi kunne indhente alt tilgængeligt trafik på udvalgte systemer [...] er forbi."

### Anmeldelse om registreringer af svenskere
I juni 2008 modtog Datainspektionen et anonymt klagemål som satte spørgsmålstegn om FRA's indsamling og behandling af visse personoplysninger stred mod loven. Efter mediernes oplysninger drejede det sig om lagring af data fra over 100 svenskere som på forskellig vis har haft kontakt med Rusland i 1990'erne.
Datainspektionen foretog en undersøgelse samme år og fandt ingen grund til at påtale FRA's indsamling af personoplysninger efter den gældende lovgivning. Datainspektionen mente dog at FRA's nuværende rutiner for sanitering af personoplysninger bør ses igennem.

### Ulovlig håndtering af personoplysninger
I perioden 2009-2014 har SIUN ti gange advaret FRA for forskellige brister i sin signalefterretnings og personoplysningshåndtering. Kritikken fra SIUN går ud på at FRA har anvendt ulovlige søgeord i sin indhentning, brudt loven i håndteringen af personoplysninger og ikke saniteret sine databaser som indeholder følsomme informationer om privatpersoner.